# توماس هاف
توماس هاف (انگلیسی: Thomas Hoff؛ زادهٔ ۹ ژوئن ۱۹۷۳) بازیکن والیبال اهل آمریکا است که از سال ۱۹۹۶ تا ۲۰۰۸ عضو تیم ملی والیبال آمریکا بود. هاف در سه المپیک ۲۰۰۰، ۲۰۰۴ و ۲۰۰۸ در ترکیب آمریکا حضور داشت و در المپیک ۲۰۰۸ به مدال طلا دست یافت.